# Bezirk Solothurn
Der Bezirk Solothurn im Kanton Solothurn (Schweiz) gehört zur Amtei Solothurn-Lebern und besteht lediglich aus der Stadt Solothurn selbst.

## Stellenwert und Geschichte
Die Bezirke des Kantons Solothurn dienten seit dem 19. Jahrhundert als Wahlkreise für die Besetzung des Kantonsparlamentes. Sie sind weitgehend identisch mit den vorherigen Vogtei-Gebieten des ausgehenden Ancien Régime, entwickelten also basierend auf der langen Tradition gewisse kulturelle Eigenständigkeiten. Der Solothurner Stadtbezirk ist hier insofern ein Sonderfall, weil er ein historisches Herrschafts-Zentrum und damit natürlich nie ländliches Vogtei-Gebiet war. Auch nach der liberalen Revolution von 1830 blieben dort gewisse politische Privilegien bestehen, die Hauptstadt durfte gemessen an ihrer Bevölkerungszahl eine deutlich überproportionale Sitzzahl im Kantonsrat beanspruchen (Zensuswahlrecht). Das Prinzip one man, one vote setzte sich dann erst im Verlaufe des 19. Jahrhunderts durch.
Im Jahr 2002, mit der Verkleinerung des Kantonsrats auf 100 Sitze (siehe: Volksabstimmung vom 3. März 2002), haben die Bezirke ihre Wahlkreis-Funktion eingebüsst. Die Wahlkreise sind jetzt identisch mit den Amteien, die jeweils zwei Bezirke umfassen. Der Bezirk Solothurn liegt seither in einem gemeinsamen Wahlkreis mit dem Bezirk Lebern.
Geographisch betrachtet ist der Bezirk Solothurn der einzige Bezirk des Kantons, der nicht an einen anderen Kanton grenzt.

## Wappen
Geteilt von Rot und Silber
Stadt und Bezirk Solothurn verwenden dasselbe Wappen.

## Einwohnergemeinden
| Wappen    | Fahne     | Name der Gemeinde | Einwohner (31. Dezember 2023) | Fläche in km² | Einwohner pro km² |
| --------- | --------- | ----------------- | ----------------------------- | ------------- | ----------------- |
| Solothurn | Solothurn | Solothurn         | 16'855                        | 6,28          | 2684              |
| Total (1) | Total (1) | Total (1)         | 16'855                        | 6,28          | 2684              |